# Inevitable (bài hát)
"Inevitable" là một đĩa đơn của ca sĩ người Colombia Shakira, trích từ album phòng thu thứ hai của cô, Dónde Están los Ladrones?.